# Edyta Paruszewska
Edyta Paruszewska (ur. 1971) – polska koszykarka, występująca na pozycjach rzucającej lub niskiej skrzydłowej, multimedalistka mistrzostw Polski.

## Osiągnięcia
- Mistrzyni Polski (1989–1992)[1]
- Zdobywczyni pucharu Polski (1990)